# Émile Pessard
Pour les articles homonymes, voir Pessard.
Émile Pessard, né le 29 mai 1843 à Montmartre et mort le 10 février 1917 à Paris 9e, est un compositeur français.

## Biographie
Pessard a fait ses études au Conservatoire de musique et de déclamation à Paris comme élève de François Bazin pour l'harmonie, de Laurent pour le piano, de François Benoist pour l'orgue et de Michele Carafa pour la composition. Il obtient, en 1862, un premier prix d'harmonie. En 1866, il reçoit le grand prix de Rome en composition musicale avec sa cantate Dalila, donnée à l'Opéra de Paris le 21 février 1867.
De 1878 à 1880 il est inspecteur pour la chanson dans les écoles de Paris. En 1881 il est nommé professeur d'harmonie au Conservatoire de musique et de déclamation où il aura comme élève Maurice Ravel ainsi que Gustave Charpentier.
Après 1895, il devient critique musical à la suite de Louis Besson à l’Événement. Il a composé beaucoup d'opéras comiques, d'opérettes, des messes et aussi des mélodies. Pendant ses études, Debussy avait copié sa mélodie Chanson d'un fou, et ce manuscrit a été publié par erreur sous le nom de Debussy.
Dévoué à l'enseignement, il avait aussi eu comme élèves : Georges Carrère, Justin Elie, Paul Bastide, Maurice Hauchard, Roger Boucher, Federico Mompou, Léon Manière, Georges Sporck, A. Benfeld (pseudonyme d'Albert Kopff), Omer Letorey, Antonin Laffage, William Molard, Albert Seitz, Justin Élie mais aussi, toujours au Conservatoire de Paris, Jacques Ibert entre 1910 et 1914. Il est nommé chevalier de la Légion d'honneur le 15 janvier 1879, puis promu officier du même ordre le 10 janvier 1894. Il est d'ailleurs directeur de l'enseignement musical dans les maisons d'éducation de la Légion d'honneur.
Émile Pessard est inhumé à Paris au cimetière du Père-Lachaise.

## Œuvre

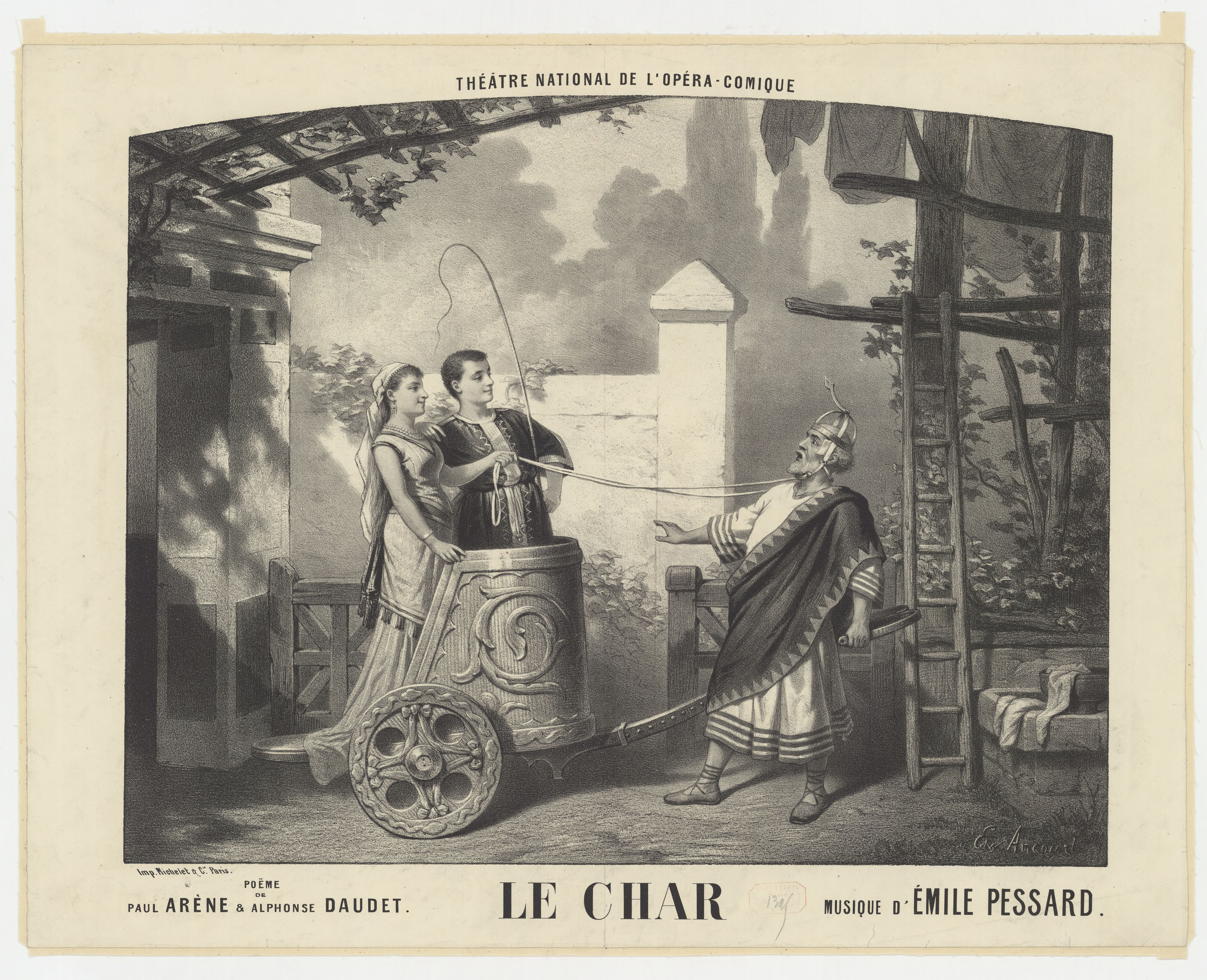
Affiche pour l'opéra Le Char (1878).

### Musique de scène
- Dalila (cantate, 1866)
- La Cruche cassée (opéra-comique en un acte, livret de Hippolyte Lucas et Émile Abraham, première le 21 février 1870 au théâtre de l'Opéra-Comique à Paris)
- Don Quichotte (opéra, première le 13 février 1874, à la Salle Érard à Paris)
- Le Char (opéra, première le 18 janvier 1878, au théâtre de l'Opéra-Comique à Paris)
- Le Capitaine Fracasse (opéra-comique en trois actes et six tableaux, première le 2 juillet 1878  au théâtre Lyrique à Paris), livret de Catulle Mendès d'après le roman de Théophile Gautier.
- Tabarin (opéra en deux actes, première le 12 janvier 1885, au théâtre de l'Opéra à Paris), livret de Paul Ferrier.
- Tartarin sur les Alpes (opéra comique, première le 17 novembre 1888, au théâtre de la Gaîté à Paris)
- Les Folies amoureuses (opéra comique, première le 15 avril 1891  au théâtre de l'Opéra-Comique à Paris)[7]; Œuvre en trois actes d'après Regnard, par André Lénéka et Emmanuel Matrat, représenté pour la première fois alors que Léon Carvalho (1825-1897) est directeur de l'Opéra-comique, avec Lise Landouzy (1861-1943) (Agathe, soprano), Zoé Molé-Truffier (1855-1923) (Lisette, soprano), Ernest Carbonne (Eraste, ténor), Gabriel Soulacroix (Crispin, baryton), Lucien Fugère (Albert, basse), Edmond Clément (Clitandre, ténor) et M. Thierry (Ragotin, basse) ; Jules Danbé, chef d'orchestre et Henri Carré (1848-1925), chef de chœur[8].
- Une Nuit de Noël (opéra, première en 1893 au théâtre de l'Ambigu-Comique à Paris)
- Mam'zelle Carabin (opéra-comique, première le 3 novembre 1893  au théâtre des Bouffes Parisiens, Salle Choiseul, à Paris), livret de Fabrice Carré.
- Le Muet (opéra en un acte, 1894)
- La Dame de trèfle (opéra-comique, première le 13 mai 1898  au théâtre des Bouffes-Parisiens, Salle Choiseul, à Paris)
- L'Armée des vierges (opéra-comique en trois actes, première le 15 octobre 1902, au théâtre des Bouffes-Parisiens, Salle Choiseul, à Paris) avec Amélie Diéterle dans le rôle de Léa.
- L'Épave (opéra-comique en un acte, première le 17 février 1903, au théâtre des Bouffes-Parisiens, Salle Choiseul, à Paris).
- La Fiancée du trombone à coulisse, symphonologue plutôt gai, livret de Paul Bilhaud.

### Musique de chambre et de salon

#### Piano
- Bourrée et Musette, op. 16, no 1 et no 2.
- Pour passer le temps, dix pièces pour piano, op. 41 à 50, Paris, Lemoine et Cie, c. 1900 :
  - Circassienne, op. 41.
  - Élégie, op. 42.
  - Presto dans le style ancien, op. 43.
  - Aubade vénitienne, op. 44.
  - Les Pifferari, tarentelle, op. 45 (3 versions, dont un "arrangement facile" et un arrangement à quatre mains).
  - Gavotte fantaisiste, op. 46.
  - Valse tendre, op. 47.
  - Pas des Marionnettes, op. 48.
  - Romance sans paroles, op. 49.
  - Mazurka de Concert, op. 50.
- Voyages sur un tabouret de piano, op. 51 en 6 suites, chez Bathlot et Joubert : 1. L'Italie ; 2. La Suisse ; 3. La Russie ; 4. La Norvège ; 5. La Suède ; 6. L'Angleterre.
- Promenade, op. 53, Paris, Henri Lemoine.
- Retraite aux flambeaux, op. 54 (5 versions), Paris, Henri Lemoine.
- Ronde persane, op. 57, Paris, Henri Lemoine.
- Caprice en la majeur, op. 60, Paris, Henri Lemoine.
- Impromptu-valse, op. 63, Paris, Henri Lemoine.
- Marche scolaire, à quatre mains, op. 68, Paris, Henri Lemoine.
- Viennoise pour piano op. 69  (dédié à Céleste Painparé), Paris, Henri Gregh, A. Quinzard et Cie, c. 1908, réf. : a. q. et cie, p. 74.
- Valse de salon, en la majeur, op. 72, Paris, Henri Lemoine.
- 1er solo de concours en ré mineur, op. 77, Paris, Henri Lemoine.
- Sorrente, op. 89, Paris, Henri Lemoine.
- Valse burlesque op. 95, no 1 et 2, pour mirlitons ou bigophones[9] : version piano 2 mains puis 4 mains.
- La Leçon de danse, menuet, op. 113, dédié à Madame la Comtesse Raoul Chandon de Briailles[10],[b] .
- All Right, gigue, et Gais oiseaux, op. 114 no 1 et 2, Paris, Henri Lemoine.
- 2e Mazurka de concert, op. 103, Paris, Henri Lemoine.
- Solo de concert, op. 103, version pour piano seul ou version pour deux pianos, chez Henri Lemoine.

#### Voix et piano
- Hymne à la paix, sur un poème d'Alphonse Leduc, dédié à sa Majesté Don Alfonso XII, roi d'Espagne, pour voix et piano (ed. Alphonse Leduc, 1876, A.L. 5782, 9 pp.)
- Deux recueils de vingt mélodies chacun, publiés chez Alphonse Leduc, dont, tirées à part :
  - Amours d'oiseaux, bluette
  - Bonjour Suzon, aubade, qui est entré au répertoire de Louis Lynel.
  - Brunette, mélodie
  - Dors, berceuse (avec violon ou violoncelle obligé)
  - Pépa la brune, basquaise
  - Premiers rayons, paroles d'après Claude Appay arrangées par Eugène Adenis, dédié à Mme Charbonnel[11].
  - Requiem du cœur, chanson
  - Tout est lumière, mélodie
- Mélodies, chez Bathlot et Joubert :
  - Bonjour, madrigal.
  - Havanaise, poésie d’Édouard Guinand.
  - Je me souviens toujours, mélodie, poésie d'Édouard Guinand.
  - Provence, farandole, poésie d'Édouard Guinand.
  - Roman d'amour, mélodie, poésie d'Édouard Guinand.
  - Viens, barcarolle, poésie d'Édouard Guinand.
  - Souvenez-vous, Marquise ? menuet, poésie de François Coppée.

### Musique sacrée
- Petite Messe solennelle, op. 21, pour deux voix égales et orgue, avec solos de ténor et basse ad libitum.
- Petite Messe brève, op. 62, pour une ou plusieurs voix à l'unisson et orgue. Paris, L. Bathlot-Joubert [s.d.].

### Musique pour orchestre
- Gavotte des perruques, chez Bathlot et Joubert.
- Marche solennelle en la bémol, Ibid.
- Menuet de la Marquise, Ibid.
- Les ondes, valse caprice, Ibid.
- Ricordanza, rêverie, Ibid.
- Valse burlesque, op. 95, no 3 et 4, pour mirlitons ou bigophones[9]. Effectif : violon, alto, violoncelle et 15 jouets d'enfants.

### Orgue
- Pièce en ut majeur op. 131[12].

## Hommages et dédicaces
- Albert Benfeld (1846-1907), Gavotte en La mineur, op. 15, pour piano, Paris, Leduc, 1883 ; Dédicace : « A mon cher professeur Émile Pessard[13] ».
- Louis Benoit, Les Fileuses, op. 14, Paris, L. Bathlot-Joubert, [1894] ;  « A monsieur Émile Pessard[13] ».
- Omer Letorey (1875-1938), Fugue de concours de juillet 1894, Manuscrit du 11 octobre 1894 : « à mon cher maître souvenir affectueux et reconnaissant[13] ».
- Antonin Laffage (1858-1926), Ave Regina, op. 326, Tunis, Antonin Laffage auteur-éditeur, [1904] ; « À mon maître Émile Pessard[13] ».

## Discographie
- Petite Messe brève, op. 62, pour une ou plusieurs voix à l'unisson et orgue, Maîtrise d'Enfants Notre-Dame de Brive, solistes : Virginie Verrez, Alice Imbert ; direction artistique : Christophe Loiseleur des Longchamps. Enregistré à Gramat, sur l'orgue Junck. Juin 2004. Studio création no 200402.
- Émile Pessard - Vingt-cinq pièces pour le piano. Olivier Godin. XXI-21 Productions. 2011
- L’invitation au voyage, Mélodies de la belle époque : Le spectre de la rose (Théophile Gautier), Oh! quand je dors (Victor Hugo). John Mark Ainsley (ténor), Graham Johnson (pianiste). Hyperion Records.
- Dans la Forêt, op. 130, de l'album Chant d'Automne Forgotten Treasures Vol. 6 Ulrich Hubner (cor), Kolner Akademie, Michael Alexander Willens.
- L'adieu de matin, from Cinq Mélodies; par Richard Crooks (ténor) chez RCA Victor, 1940, dans la collection Richard Crooks in Songs and Ballads (Nimbus Records)